# Federazione pallavolistica del Lesotho
La Federazione lesothiana di pallavolo (eng. Lesotho National Volleyball Association, LNVA) è un'organizzazione fondata per governare la pratica della pallavolo in Lesotho.
Organizza il campionato maschile e femminile, e pone sotto la propria egida la nazionale maschile e femminile.
Ha aderito alla FIVB nel 1988.